# Beaufort (Nord)
Beaufort – miejscowość i gmina we Francji, w regionie Hauts-de-France, w departamencie Nord.
Według danych na rok 1990 gminę zamieszkiwało 1100 osób, a gęstość zaludnienia wynosiła 86 osób/km² (wśród 1549 gmin regionu Nord-Pas-de-Calais Beaufort plasuje się na 532. miejscu pod względem liczby ludności, natomiast pod względem powierzchni na miejscu 190.).